# Vägval

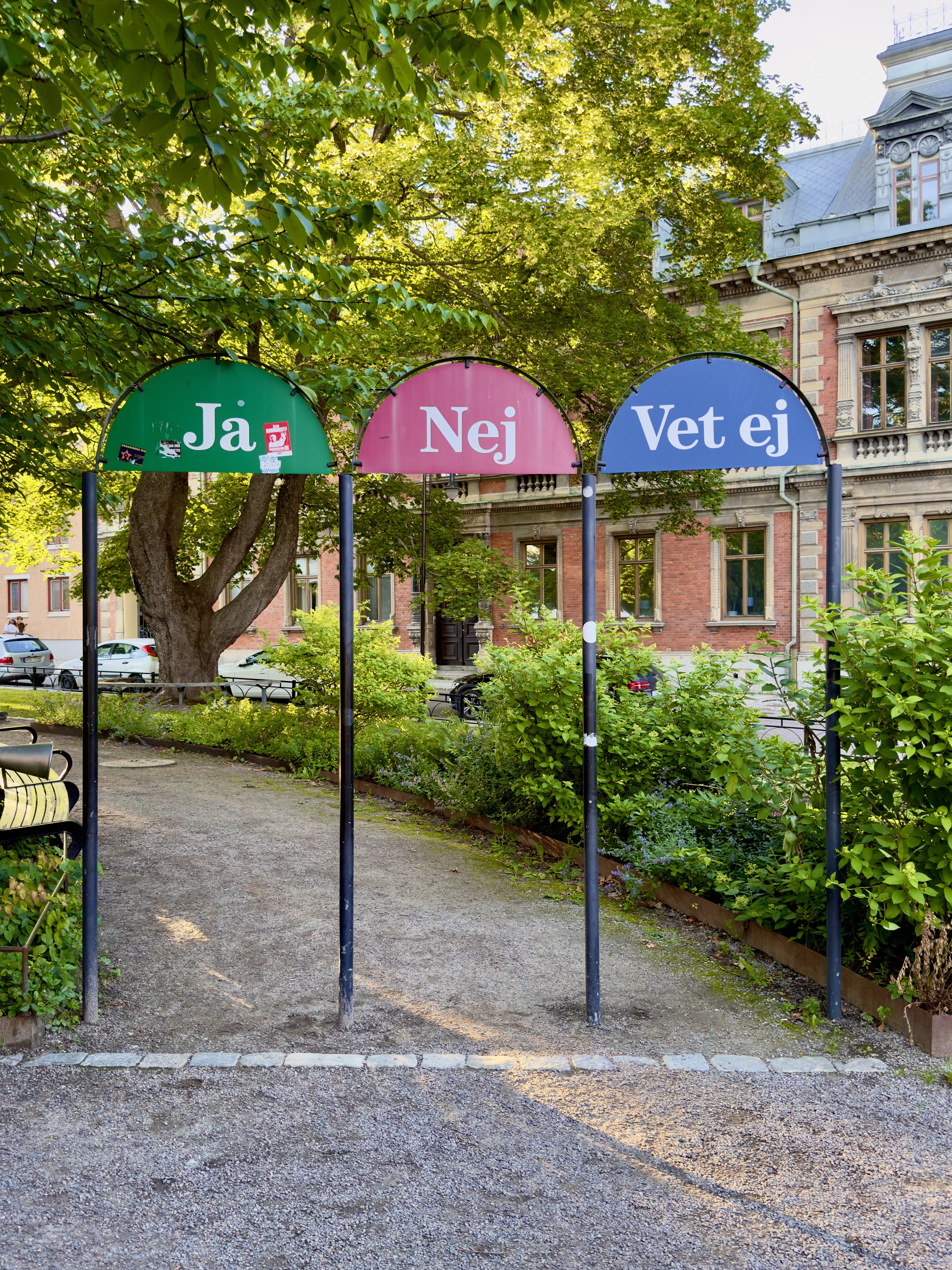
Konstverket Vägval av Jack Grafström i Hedbergska parken, Sundsvall

Vägval är ett konstverk i Hedbergska parken i Sundsvall av konstnären Jack Grafström. Den består av tre svarta stålbågar med skyltarna Ja, Nej och Vet ej i varsin båges topp.

## Historia
Fyra konstnärer gjorde tre installationer var på temat "Gränser 98" när Stockholm var Europas kulturhuvudstad 1998. Jack lade ut en gräns, skapade en "frizon för eftertanke" och vid Djurgårdsbron placerades skulpturen Vägval.
Efter Kulturhuvudstadsåret fick konstverket Vägval en permanent plats i Hedbergska parken där folk på väg genom parken till eller från Storgatan och Stora torget fritt kan göra sina val.
| ” | Möt dagen med ett nytt beslut. Tveksam? Kom tillbaks imorgon. | „ |

Så stod det på en skylt som också hör till konstverket. Skylten skadades i samband med en snöplogning för flera år sedan och togs bort. Tanken var att reparera och ställa tillbaka den i parken men detta har ännu inte skett.